# Lago Chamcook
O lago Chamcook é um lago localizado próximo a St. Andrews Parish, New Brunswick, Canadá.

## Descrição
Este lago está localizado a norte da baía de Passamaquoddy, baía que por sua vez faz parte da Baía de Fundy, perto da fronteira com o Maine, Estados Unidos.
A cidade de Chamcook, no New Brunswick fica situada na margem oriental do lago, ficando a Montanha Chamcook nas proximidades. O lago é conhecido na Nova Inglaterra e Canadá pela sua pesca.

## Etimologia
O nome Chamcook provém dos povos das Primeiras Nações, da língua Passamaquoddy ou também, (Peskotomuhkati ou Pestomuhkati) palavra K'tchumcook que, de acordo com William Francis Ganong, tem muitos significados.

## Geografia
O lago Chamcook tem cerca de 2,4 quilómetros de extensão (1,5 milhas) até se encontrar com a baía de Passamaquoddy, encontrando-se ligado por estrada com St. Stephen, em New Brunswick. A Canadian Pacific Railway, tem uma estação de serviço de frete localizada no Lago Chamcook.
O lago está situado a uma altitude de 29 m (95 pés), e tem uma profundidade máxima de 61 m (200 pés). O Rio Chamcook que alimenta este lago entre no lençol de água por alturas da colina em forma de cone do Monte Chamcook.
A doca do porto de Chamkcook localiza-se numa península na margem oriental do lago. Neste lago encontra-se a Ilha Odell e a ilha Big Rock, curioso que apesar do nome, a Ilha Odell é maior do que Big Rock (Rocha Grande).
Cerca de 3,5 quilómetros (2,2 milhas) para norte além de Big Rock existe outro lago, de menores dimensões, o Lago Pequeno Chamcook. Este conjunto lagunar serve como fonte de água potável para a Federação Atlântica do Salmão, para a Estação Biológica de St. Andrews, para o Parque Industrial de Champlain e para a cidade de St. Andrews.
A rocha de cor avermelhada que circunda o lago é composta na sua maioria por feldspato, tendo uma cor vermelho acastanhado que com a variação das condições atmosféricas chega a vermelho-tijolo. Surgem também, sienitos. Existem também algumas indicações de uma origem eruptiva antiga.
Um conjunto rochoso muito fino de rochas petro-silíciosas, de cor quase preta com variações de tom arroxeado bastante perceptível estão situadas na costa ocidental.
Da montanha Chamcook íngreme e solitária estende-se uma vista ampla sobre o lago. Esta montanha apresenta um cume arredondado que o gelo glaciar marcou com longos arranhões que indicam que um forte glaciar passou por ela vindo das terras altas do norte.
O lago Chamcook e a montanha Chamcook, encontram-se ambos localizados na cintura do Siluriano de grandes arenitos onde se encontram fósseis e formações vulcânicas em diferentes secções e estratos.